# Magdalena de Proust
Se conoce como la magdalena de Proust o también fenómeno de Proust o efecto proustiano al fenómeno humano memorístico en el cual una percepción (especialmente el olor) evoca un recuerdo o reminiscencia. Ello puede ser un objeto, gesto, imagen u otro elemento del día a día que transporta a la persona a un recuerdo que creía olvidado. El nombre proviene del recuerdo que le provoca el sabor de una magdalena recién hecha mojada en té al protagonista de Por el camino de Swann (el primer volumen de la serie En busca del tiempo perdido), escrita por Marcel Proust en 1913. En las siguientes 300 palabras del libro, el autor se sumerge en el recuerdo que le provoca el probar la magdalena con té.
Se caracteriza por ser un fenómeno involuntario y está relacionado sobre todo con la memoria olfativa. Se cree que esta relación entre olfato y memoria se debe a que las emociones y el procesamiento de los olores se encuentran en la misma zona del cerebro, el interior del sistema límbico.
El motivo por el cual el olfato es el sentido que más nos provoca este efecto es que en el pasado teníamos que recordar bien los sitios donde recolectar, qué alimentos podíamos consumir o cuáles no, etc. Para ello, los sentidos se agudizaron y establecieron conexiones con el hipocampo, que es la parte del cerebro donde se almacenan los recuerdos a largo plazo.[cita requerida]
La expresión «magdalena de Proust» ha pasado de ser un recurso literario a usarse en otros campos, como el marketing o la neurología.